# Csopak
Csopak község Veszprém vármegyében, a Balatonfüredi járásban. A település eredetileg Szent István király korától az 1945-ös megyerendezésig Zala vármegyéhez tartozott.

## Fekvése
A Balaton keleti medencéjének északi partján fekszik, a Veszprémet a Balatonnal összekötő festői Nosztori-völgy szájánál, Balatonfüred (pontosabban az ahhoz csatolt Balatonarács) és Paloznak között.
Vasúton a tó északi partján végigvezető Székesfehérvár–Tapolca-vasútvonalon közelíthető meg, ahol megállóhellyel rendelkezik.
Közúton Budapest felől az M7-es autópályáról a balatonvilágosi csomópontban letérve a 71-es főúton, illetve a 8-as főútról Veszprémnél letérve a 73-as főúton érhető el. Áthalad a településen a balatoni „Római út” is, ami ezen a szakaszon a 7221-es számozást viseli.

## Története
Területe az őskor óta lakott, ennek legkorábbi tanúi rézkori régészeti leletek. A Kőkoporsó-dombon a római korból származó pincék és villaépületek romjait tárták fel, de a Nosztori-völgyben is több római villa állhatott. Ebből a korból származik a falun áthúzódó római út is. A honfoglalás korában három falu jött létre a mai község területén: a jelenlegi központ helyén volt Csopak, tőle északra, a Nosztori-völgyben Nosztre, a jelenlegi vasútvonal feletti részen pedig Kövesd helyezkedett el. Utóbbi Balatonkövesd néven egészen 1940-ig önálló község volt. [Nem tévesztendő össze az Aszófő melletti Kövesd településsel, amely a török hódoltság idején elpusztult.]
A 'Csopak' név először 1277-ben fordul elő (Chopok formában) egy veszprémi káptalani oklevélben. A név jelentéséről megoszlanak a vélemények; egyes feltételezések szerint Árpád fejedelem Sopok nevű vitézének nevéből ered, aki adományként kapta volna ezt a területet a honfoglalás után. Más feltevés szerint a szó bolgár-török eredetű, és egy halfajtát jelentett; ismét mások szláv eredetűnek tartják. Kövesd neve Cuesth-ként már 1121-ben előfordul egy oklevélben, mely ottani szőlők adományozásáról szól.
A helység két legkorábbi építészeti emléke ma romos állapotban van. Az Árpád-korból származó Szent István-templomba 1830-ban villám csapott, s ennek következtében leégett; Csonkatoronynak nevezett maradványai a község központjában láthatók. Kövesd falu 1363-ban már állt Szent Miklós-templomának romjai pedig a Kossuth Lajos utcában tekinthetők meg.
A három falu lakossága a legkorábbi időktől kezdve két fő foglalkozást űzött: egyrészt szőlőtermelést folytattak, másrészt a Csopaki-séd (Nosztori-patak) vizére épített számos malomban dolgoztak. (A 18. században a somogyi partról dereglyéken szállított gabonát is őröltek Csopakon.) A mai Csopak területéről hat egykori malom létezése ismert, a legfiatalabb, 1910-ben épült, ma is működőképes vízimalomban malomtörténeti kiállítás mutatja be a mesterség múltját.
A török időkben mindhárom falu szinte teljesen elnéptelenedett. A 18. század elején a Szerémségből és Szeben vármegyéből származó telepesek keltették új életre a vidéket. A filoxérajárvány a csopaki szőlőket is elpusztította, ezután honosodott meg itt a ma már „tipikus csopaki” fajtaként számontartott bort adó olaszrizling. A Balaton keleti medencéjének északi partszakasza vált a tó körül legkorábban fürdőhellyé, így a legelső üdülőhely, Balatonfüred mellé korán, már a reformkorban felsorakozott a szomszédos Csopak is. A 20. század elején a község a középosztály kedvelt nyaralóhelyévé vált. A balatoni fürdés lehetőségén kívül jelentős szénsavas gyógyvize is; a ma is működő Szent József Gyógyforrást 1934-ben építették ki.
Ma a község üdülőhelyként és borvidéke központjaként él a köztudatban. A helyi malomipar ma már csak történeti emlék, savanyúvize azonban olyan érték, mely újbóli felfedezésre vár. Sajnos már savanyúvíz nem, de frissítő víz az arra látogatóknak mindig rendelkezésre áll.

## Közélete

### Polgármesterei
- 1990–1994: Szabó János (független)[3]
- 1994–1998: Dr. Balogh Emil (FKgP-Vállalkozók Egyesülete-Fidesz)[4]
- 1998–2002: Dr. Balogh Emil (FKgP-CSVÉE-MDF-MDNP)[5]
- 2002–2003: Dr. Balogh Emil (független)[6]
- 2003–2006: Ambrus Tibor (független)[7]
- 2006–2010: Ambrus Tibor (független)[8]
- 2010–2014: Ambrus Tibor (Fidesz-KDNP)[9]
- 2014–2019: Ambrus Tibor (Fidesz-KDNP)[10]
- 2019–2024: Ambrus Tibor (Fidesz-KDNP)[11]
- 2024– : Ambrus Tibor (független)[1]

A településen 2003. június 29-én időközi polgármester-választást tartottak, mert az előző polgármester személye tekintetében összeférhetetlenségi körülmény merült fel, ami miatt megszűnt a tisztsége.

## Népesség
A település népességének változása:
| Lakosok száma | 1741 | 1774 | 1759 | 2002 | 2086 | 2142 | 2143 |
|               | 2013 | 2014 | 2015 | 2021 | 2022 | 2023 | 2024 |

A 2011-es népszámlálás során a lakosok 88%-a magyarnak, 5,1% németnek, 0,2% románnak mondta magát (10,8% nem nyilatkozott; a kettős identitások miatt az végösszeg nagyobb lehet 100%-nál). A vallási megoszlás a következő volt: római katolikus 43,3%, református 15,9%, evangélikus 1,4%, görögkatolikus 0,8%, felekezeten kívüli 12% (25,8% nem nyilatkozott).
2022-ben a lakosság 85,8%-a vallotta magát magyarnak, 3,5% németnek, 0,4% cigánynak, 0,2% horvátnak, 0,1-0,1% bolgárnak, ukránnak és szlováknak, 4,5% egyéb, nem hazai nemzetiségűnek (13,4% nem nyilatkozott; a kettős identitások miatt a végösszeg nagyobb lehet 100%-nál). Vallásuk szerint 32,6% volt római katolikus, 14,4% református, 1,4% evangélikus, 0,5% görög katolikus, 0,1% ortodox, 0,4% egyéb keresztény, 0,5% egyéb katolikus, 10% felekezeten kívüli (39,8% nem válaszolt).

## Sportélete és kulturális élete
- Horgászat

A község strandjának keleti szélén fémszerkezetes, új építésű, széles stég található, melyet kizárólag horgászatra lehet használni, csónakkikötés egy közeli stégnél lehetséges. A horgászstég a Csopak-Paloznaki Horgászegyesület felügyelete alá tartozik, horgászjegyet a Kossuth utcai horgászboltban - a vasútállomástól felfelé 100 méter - lehet vásárolni.
- Futás

A községben rendezi meg évente a Csopaki Futást a Viking Sport Egyesület. A futás mindig a Csopaki Napok rendezvénysorozathoz kapcsolódik, ezért bőven akad program a verseny előtt-után.
A Csopaki Futáson 5 és 10 kilométeres távok közül lehet választani. Mindegyik hangulatos csopaki utcákon és biztonságos kerékpárutakon kanyarog.
A pályacsúcsot a 10 kilométeres versenyen Soós Dániel, a Budapesti Honvéd válogatott atlétája tartotta 2008-ig 30.03-cel, amikor is az előző években már győztes VEDAC-os Búcsú Dénes 29:41-re emelte e tétet. A versenyen részt vett már Kovács Ida maratonifutó-olimpikon, a VEDAC atlétája is.
A verseny közben a legkisebbeket gyerekverseny várja a versenyközpont melletti réten.
Az ország több futóklubja szervez edzőtáborokat Csopakon, az edzésekhez ideális változatos terepviszonyok és a kiszolgáló létesítmények magas színvonala miatt.
- Labdarúgás

A Csopak FC felújított focipályán játssza a hazai mérkőzéseit a magyar bajnokságban. A pálya sokszor volt helyszíne nemzetközi tornáknak is.[forrás?]
- Csopaki Művésztelep

A Csopaki Művésztelep kulturális misszió egy Művészdinasztia vezetésével. A 10 nap nyári alkotómunkát egy kiállítás koronázza meg minden évben a Csopak Galériában.

## Nevezetességei
- Árpád-kori Szent István-templom romja ("Csonkatorony")
- 14. századi Szent Miklós-templom romja (kövesdi templom)
- Római katolikus templom (modern, 1985; benne tűzzománc oltárkép és keresztút)
- Református templom
- Ranolder-kastély
- Budai-villa
- Angolkisasszonyok nyaralója
- Vízimalom (malomipar-történeti kiállítás)
- Szent József Gyógyforrás
- Díszkút (a strand bejáratánál)
- Csákány-hegyi kilátó
- Nosztori-völgy: turistautak

## Híres emberek
- Akik itt születtek vagy huzamos ideig itt éltek
  - Balassa Benő (1919–2008) tanár, iskolaigazgató, helytörténész
  - Bencze László (1907-1992) festő és grafikus 1967-1992 között felváltva élt és alkotott Csopakon és Budapesten.
  - Kerényi Imre (1943–2018) Kossuth-díjas rendező, a Madách Színház volt igazgatója.
- Itt volt villája Hankóczy Jenőnek (1879-1939), a lisztminőség-kutatás nemzetközileg elismert szakemberének, akinek sírja is a településen található.[16]

## Csopak az irodalomban
- Csopak ihlette Pécsvárady László költő Csodás Csopak - Egykor volt Csopak című verseskötetét és a benne szereplő versek többségét (megjelent Csopakon, 2006-ban).
- Csopak ihlette Király Imre költő Ugarszántás című verseskötetét és verseinek egy részét (megjelent Csopakon, 2001-ben);
- Csopak az egyik helyszíne Boksay György Párbaj a Balaton jegén című könyvének (megjelent Tihanyban, 2001-ben).

## Kisbolygó
2024 szeptembere óta nevét viseli az 589718 Csopak kisbolygó, amelyet Sárneczky Krisztián és Kuli Zoltán fedezett fel Piszkéstetőn 2010-ben.

## Képek

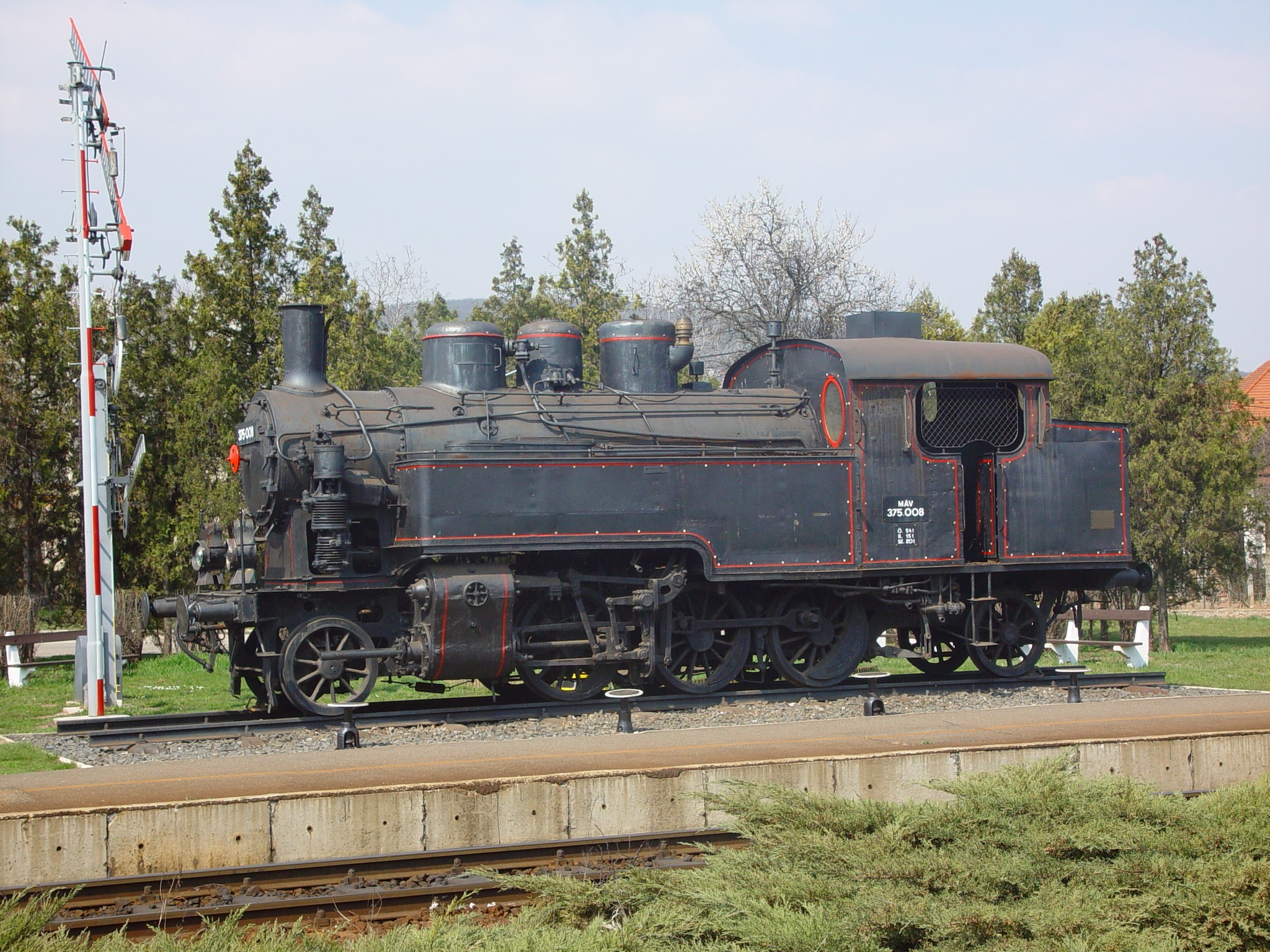
A vasútállomáson kiállított 375-ös gőzmozdony
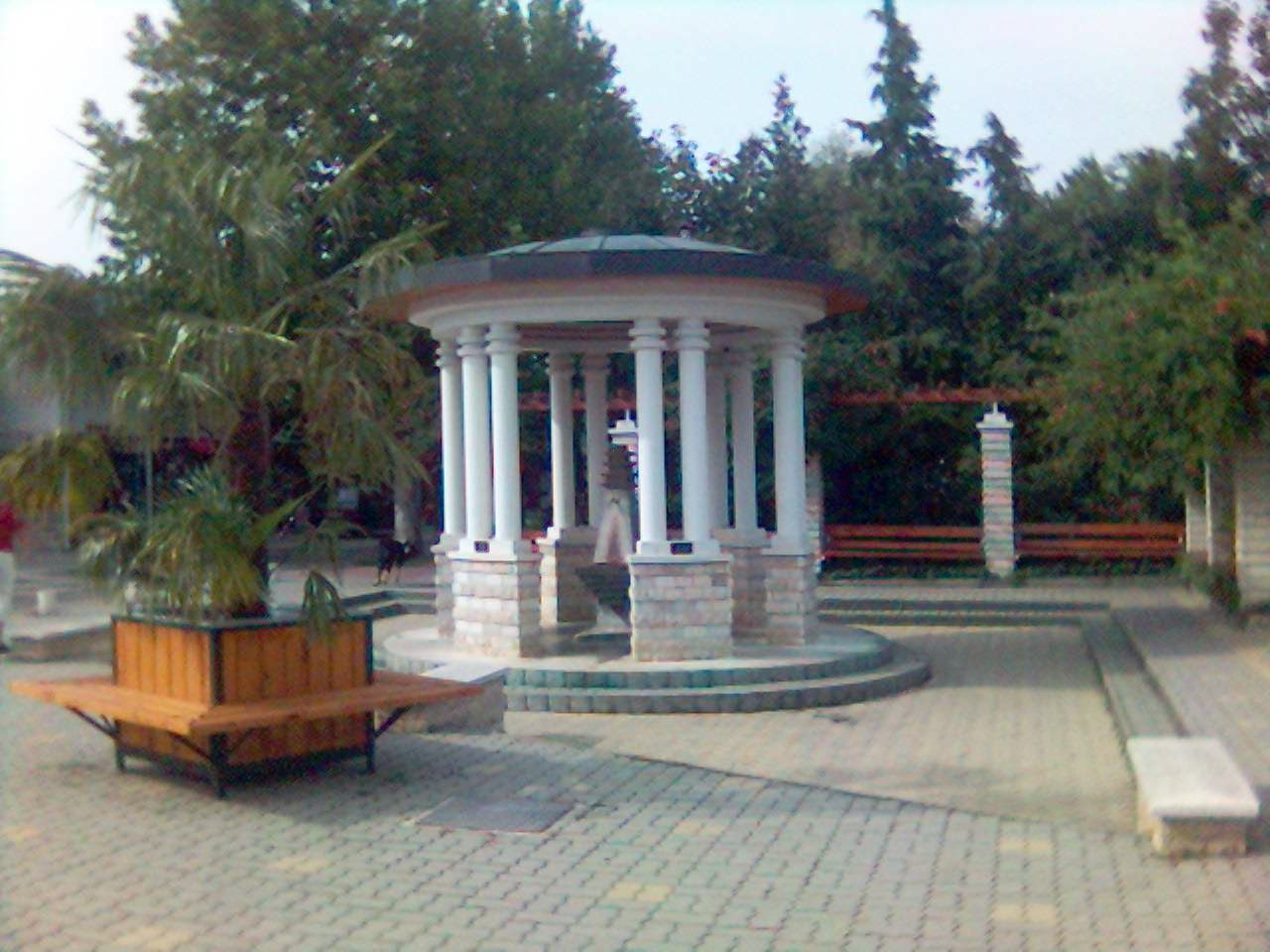
Díszkút a strand bejáratával szemben
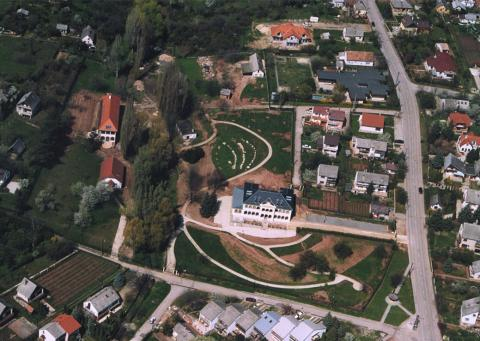
Csopak légifotója
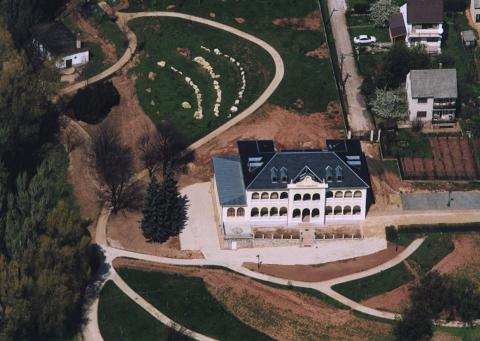
Csopak légifotója
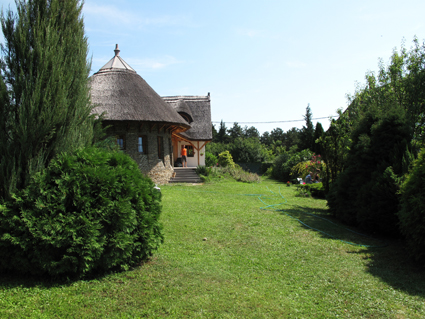
Csopaki Művésztelep alkotóközpontja
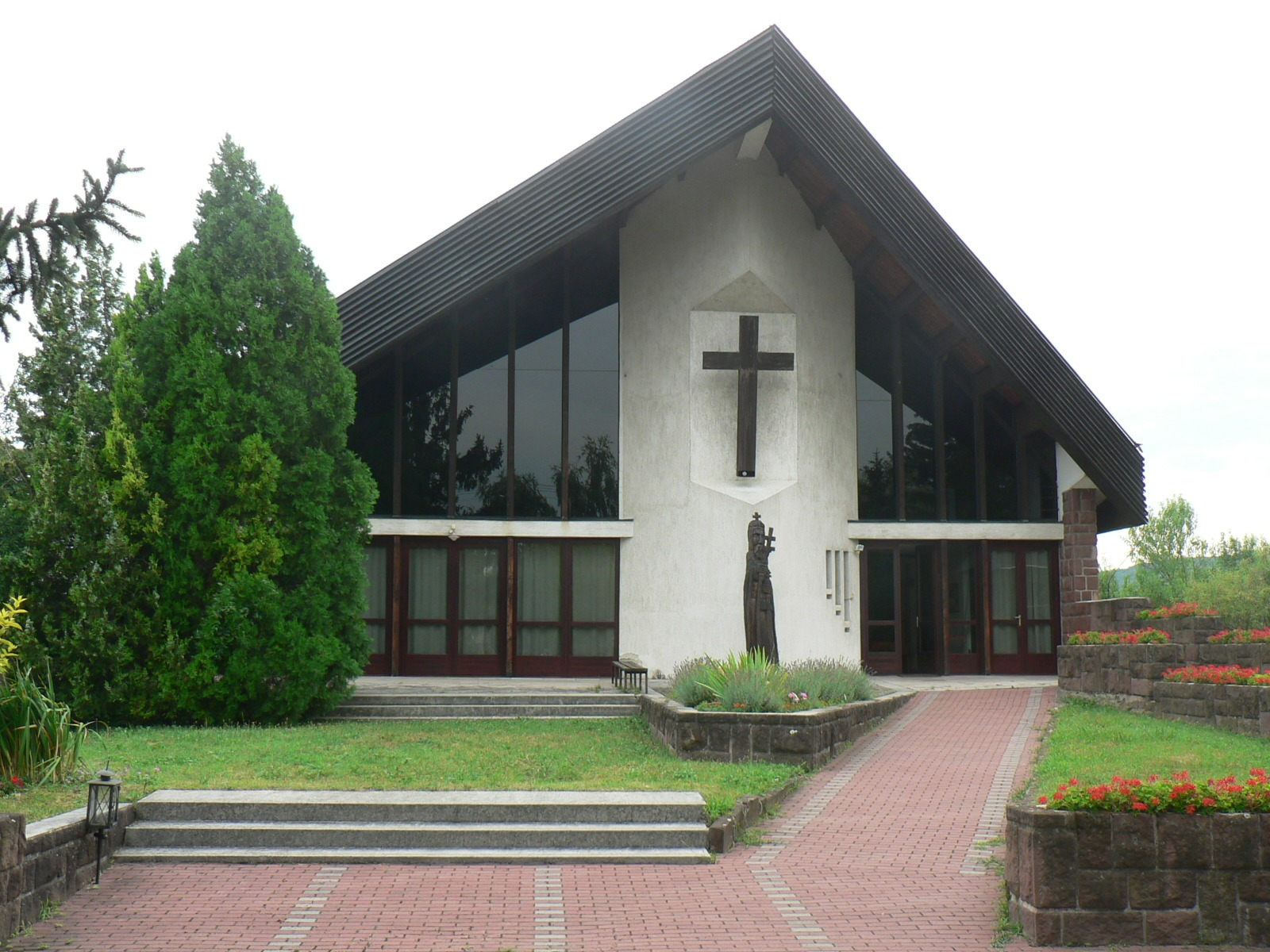
A csopaki római katolikus templom
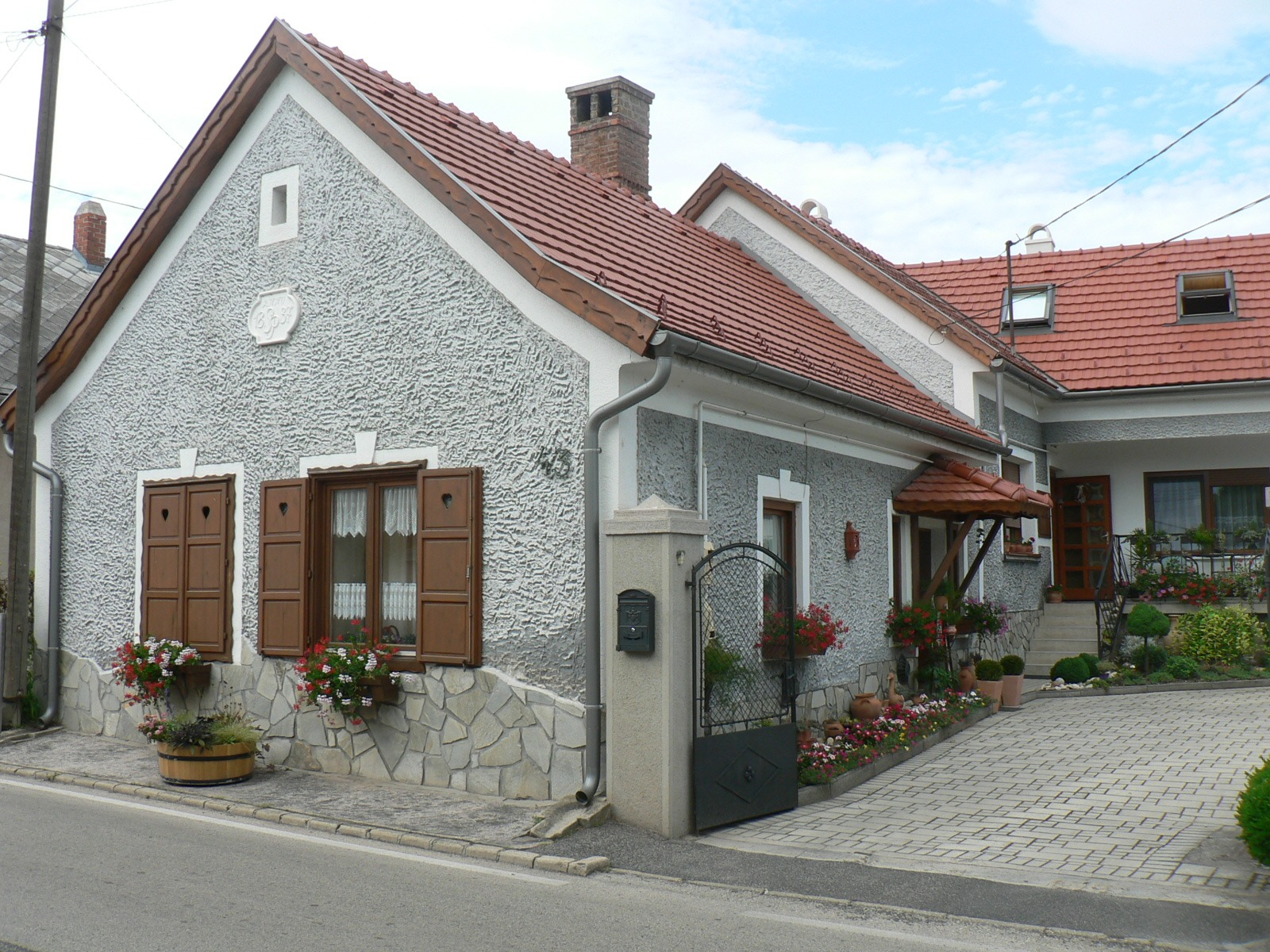
Hagyományos stílusú, szépen felújított parasztház a központ közelében
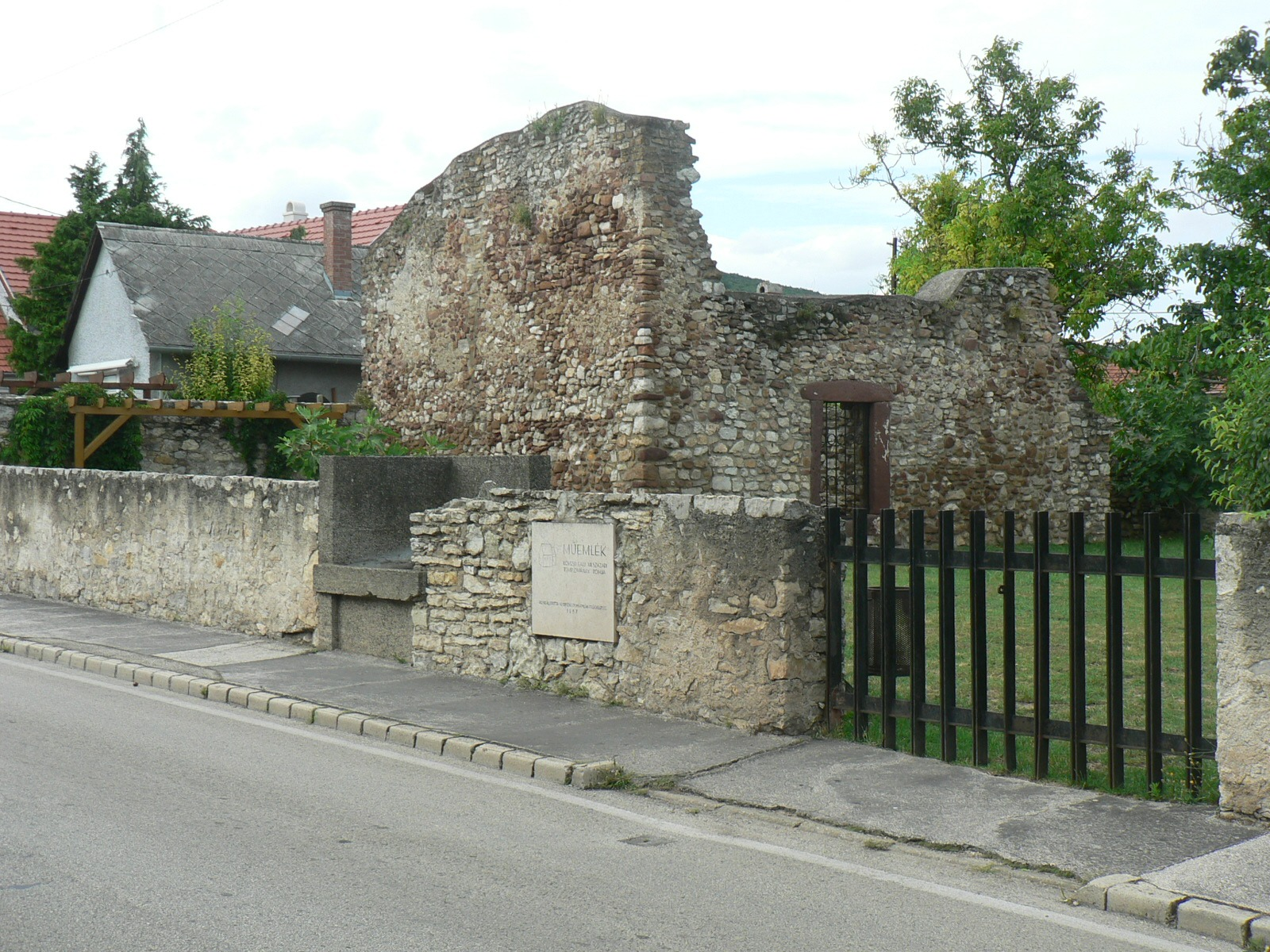
A balatonkövesdi Szent Miklós templom romja az utca felől
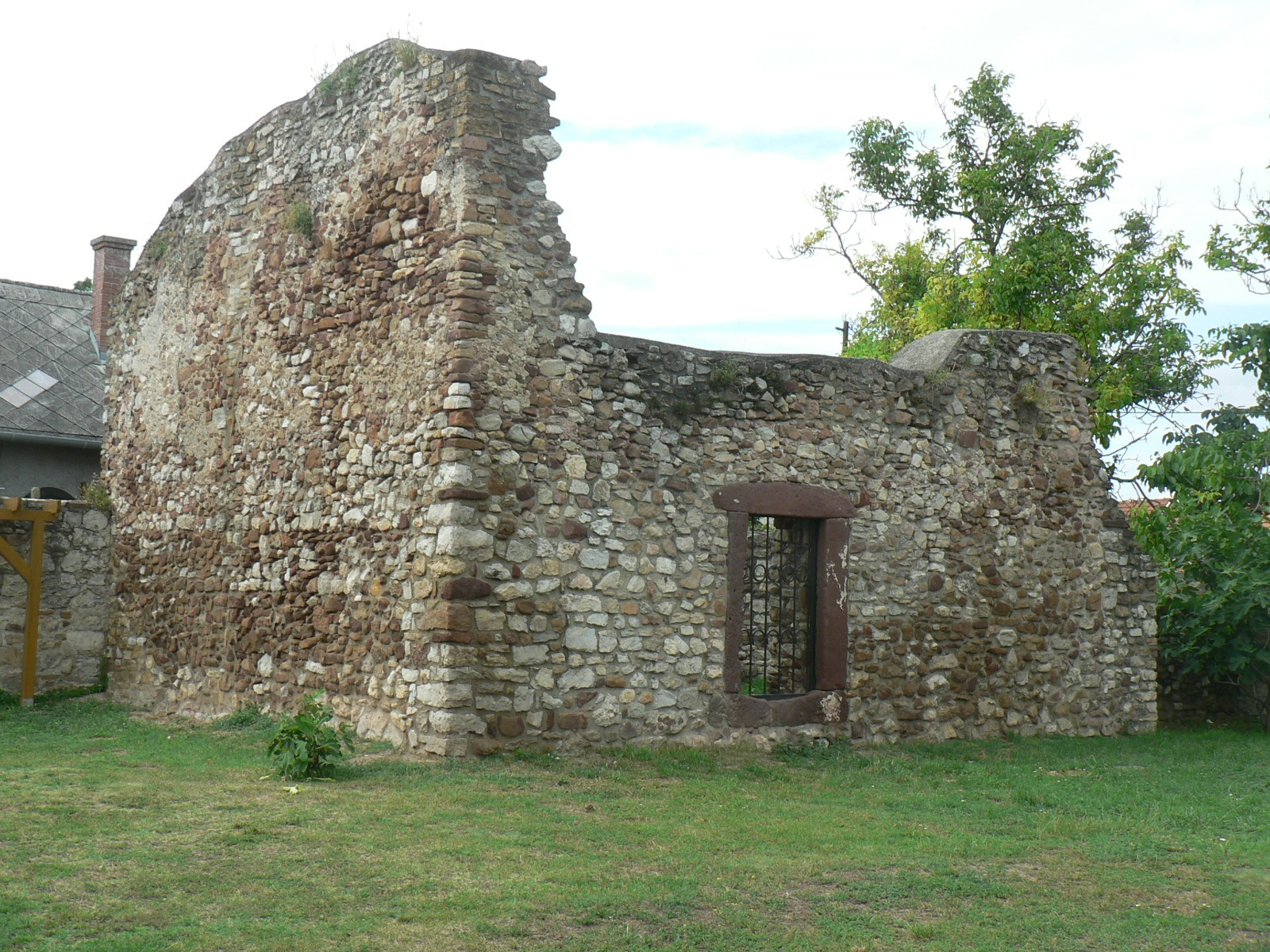
A Szent Miklós templom romjai
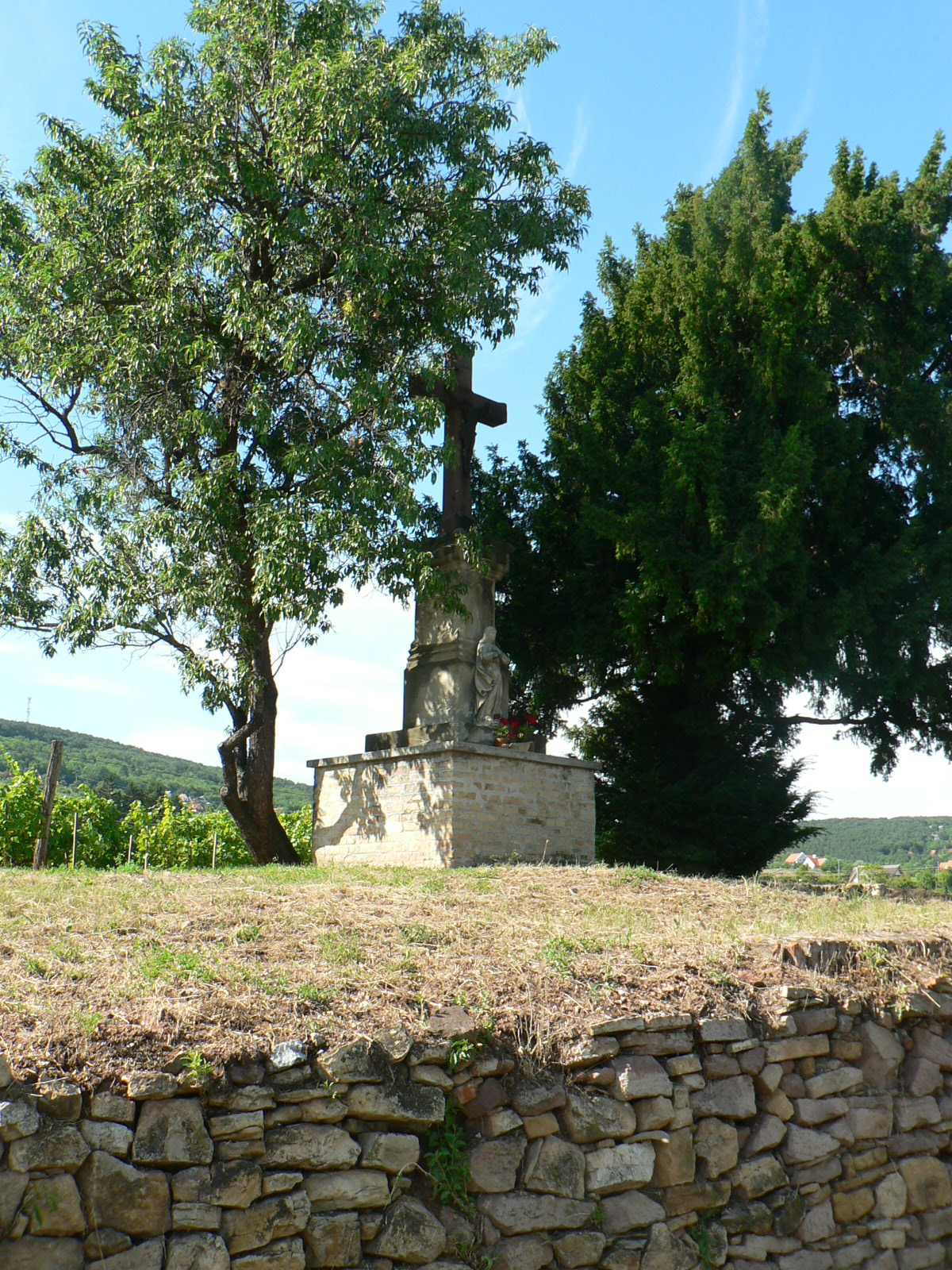
Útszéli kereszt a Paloznakra vezető út mentén
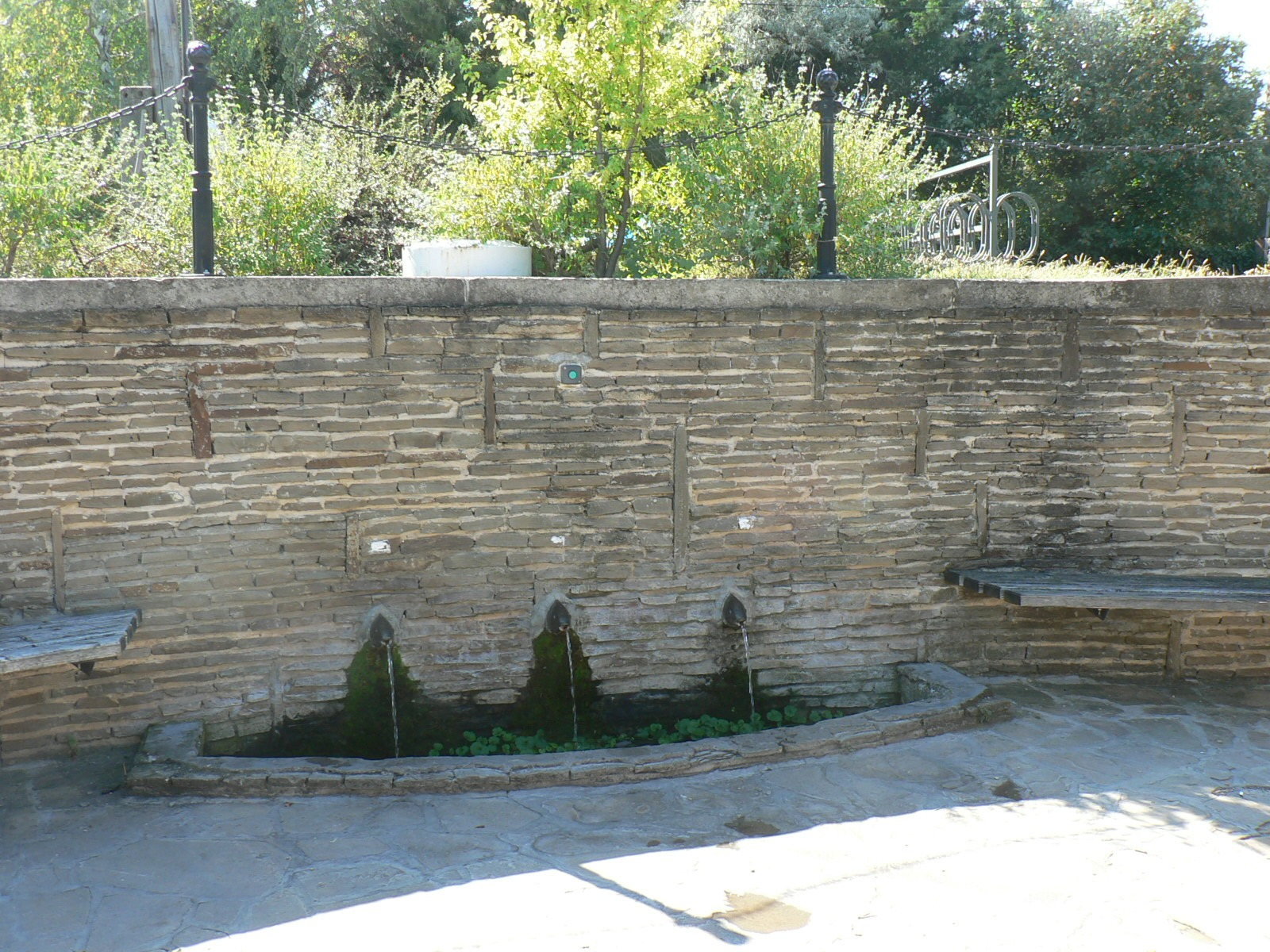
A Szent József-forrás
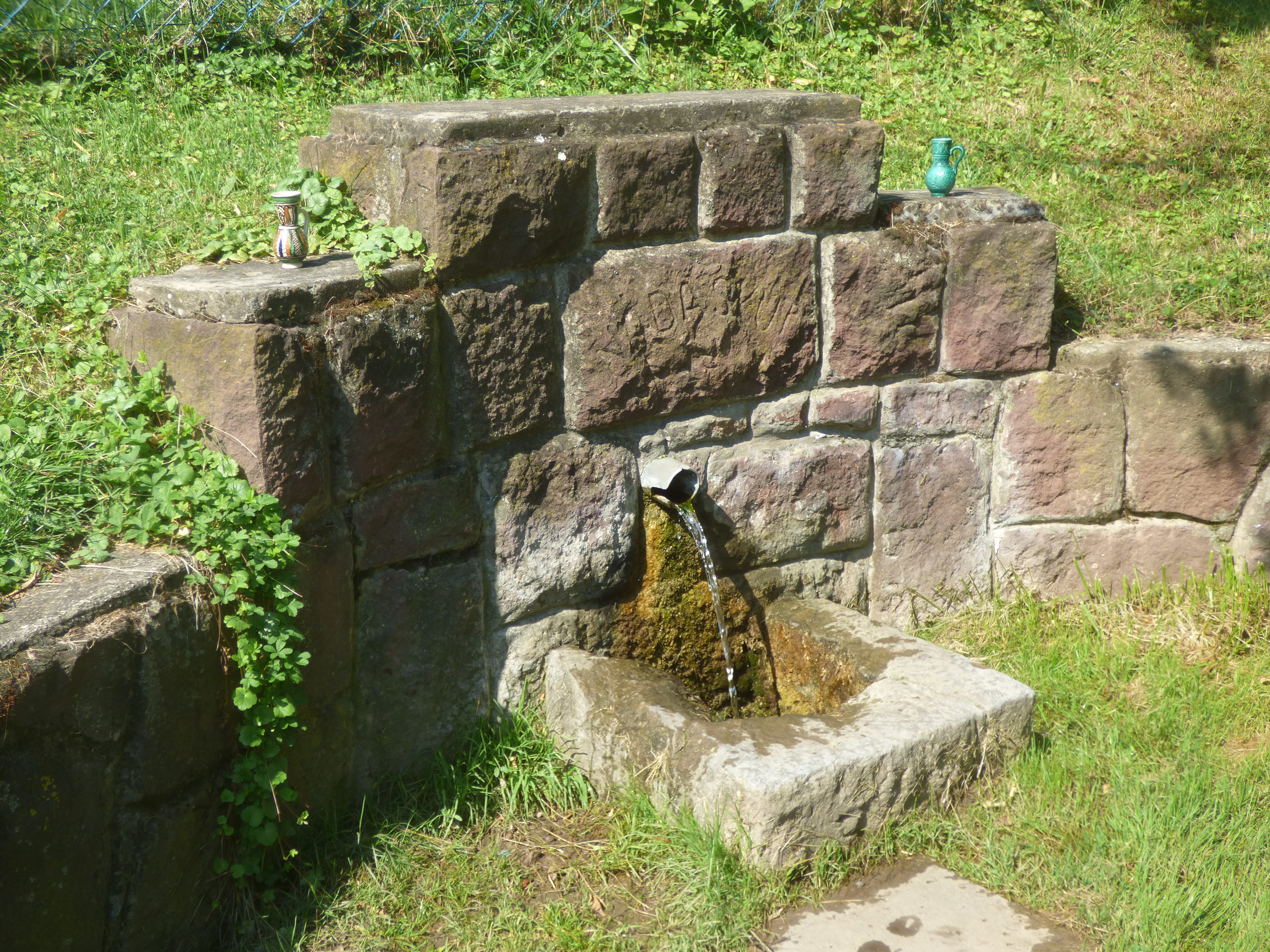
A csopaki Nádas-kút, az erre járóknak kikészített kis ivókancsókkal
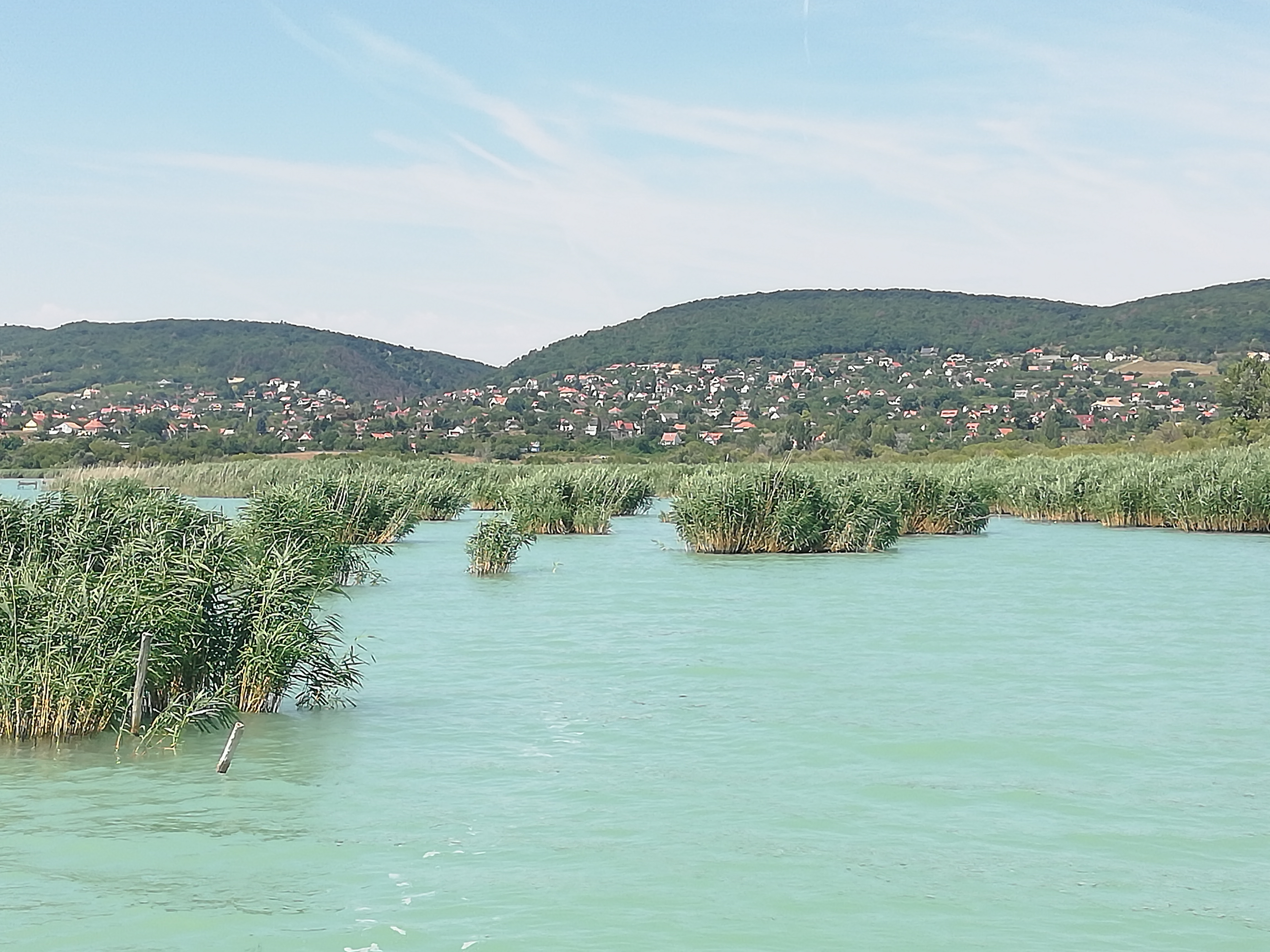
Csopaki településrészlet a tó felől nézve

## Testvértelepülései
- Szováta, Románia
- Myslenice, Lengyelország
- Ortovero, Olaszország

## További információ
- Csopak hivatalos oldala
- Csopakról a geocaching.hu-n
- Csopaki Futásról Archiválva 2020. november 30-i dátummal a Wayback Machine-ben
- Kirándulás a bor történelmi falujában, a Balatonnál - CSOPAK Kisfilm az ÁTUTAZÓ videócsatornán